# Gnathium
Gnathium is een geslacht van kevers uit de familie oliekevers (Meloidae).
Het geslacht is voor het eerst wetenschappelijk beschreven in 1818 door Kirby.

## Soorten
Het geslacht omvat de volgende soorten:
- Gnathium bicolor Brèthes, 1910
- Gnathium caviceps MacSwain, 1952
- Gnathium eremicola MacSwain, 1952
- Gnathium francilloni Kirby, 1818
- Gnathium martini MacSwain, 1952
- Gnathium minimum (Say, 1824)
- Gnathium nanulum MacSwain, 1952
- Gnathium nitidum Horn, 1870
- Gnathium obscurum MacSwain, 1952
- Gnathium politum Dillon, 1952
- Gnathium texanum Horn, 1870
- Gnathium vandykei MacSwain, 1952